# 어 코너 인 윗트
어 코너 인 윗트(A Corner in Wheat)는 미국에서 제작된 D.W. 그리피스 감독의 1909년 드라마 영화이다. 제임스 커크우드 등이 주연으로 출연하였다.
1994년, 이 영화는 미국 국립영화등기부의 보존물로 등재되었다.
이 영화는 1960년대에 8mm로도 개봉되었다.

## 출연

### 주연
- 제임스 커크우드
- 헨리 B. 월탈